# Ardisia baotingensis
Ardisia baotingensis C.M.Hu – gatunek roślin z rodziny pierwiosnkowatych (Primulaceae). Występuje naturalnie w Chinach – na wyspie Hajnan. 

## Morfologia
PokrójZimozielony krzew dorastający do 2–3 m wysokości.
LiścieBlaszka liściowa jest nieco skórzasta i ma eliptyczny lub podługowaty kształt. Mierzy 14–25 cm długości oraz 4–8,5 cm szerokości, jest całobrzega, ma tępą lub klinową nasadę i spiczasty wierzchołek. Ogonek liściowy jest nagi i ma 15–25 mm długości.
KwiatyZebrane w wiechach wyrastających z kątów pędów. Mają działki kielicha o trójkątnym kształcie i dorastające do 1 mm długości. Płatki są owalne i mają różową barwę.
OwocPestkowce mierzące 6-7 mm średnicy, o kulistym kształcie.

## Biologia i ekologia
Rośnie w lasach. 